# Латвийско-эстонские отношения
Латвийско-эстонские отношения — двусторонние отношения между Латвией и Эстонией. Дипломатические отношения между странами были установлены 3 января 1992 года, после окончания Поющей революции. У Эстонии есть посольство в Риге, а Латвия имеет посольство в Таллине. Протяженность государственной границы между странами составляет 333 километра.

## Сравнительная характеристика
|                     | Латвия                                                | Эстония                                               |
| ------------------- | ----------------------------------------------------- | ----------------------------------------------------- |
| Население           | 1 891 000                                             | 1 365 884                                             |
| Территория          | 64 589 км²                                            | 43 467,18 км²                                         |
| Плотность населения | 34,3 чел./км²                                         | 28 чел./км²                                           |
| Столица             | Рига                                                  | Таллин                                                |
| Крупнейший город    | Рига                                                  | Таллин                                                |
| Правительство       | парламентская республика                              | парламентская республика                              |
| Язык                | латышский                                             | эстонский                                             |
| Основная религия    | христианство                                          | христианство                                          |
| ВВП                 | 49,891 млрд долларов США (24,619 $ на душу населения) | 39,431 млрд долларов США (30,038 $ на душу населения) |
| ИЧР                 | 0,863                                                 | 0,890                                                 |

## История
Оба государства объединяет долгая общая история, начинающаяся с 13-го века под властью: Ливонского ордена, Польско-литовской унии, Швеции и Российской империи. C 1945 по 1991 год обе страны находились в составе СССР. В настоящее время страны являются полноправными членами Совета государств Балтийского моря, НАТО и Европейского союза. С 1994 по 2004 год страны являлись членами Балтийской зоны свободной торговли. В 2006 году на Эстонию пришлось 3 % латвийского импорта, а на Латвию приходилось 5 % импорта Эстонии. Между странами подписано 15 двусторонних соглашений, многие из них подписаны на трехсторонней основе с Литвой. С 1992 года между Эстонией и Латвией шёл спор о морских границах, установленных Эстонией невыгодным для Латвии образом. Этот конфликт, известный как «Салако-килечная война», был завершён в начале 2000-х годов подписанием двухстороннего соглашения, состоявшемся на борту исторического парохода «Адмирал».
12 февраля 1995 года три страны Балтии подписали соглашение об обороне.